# Савоя-Во
Савоя-Во (на италиански: Savoia-Vaud) е кадетски клон на Савойската династия, който управлява голяма част от настоящите швейцарски кантони Во и Фрибург с титлата „барон“ през XIII и XIV век, оформяйки до голяма степен автономна държава – Баронство Во, впоследствие включено в останалите савойски владения.

## Представители
| Име       | Портрет | Година на раждане | Начало на управление | Край на управление | Смърт         | Баща                  |
| --------- | ------- | ----------------- | -------------------- | ------------------ | ------------- | --------------------- |
| Лудвиг I  |         | ок. 1250          | 1285 или 1286        | 1302 или 1303      | 1302 или 1303 | Томас II Савойски     |
| Лудвиг II |         | 1290              | 1302                 | 1348               | 1348          | Лудвиг I Савойски-Во  |
| Катерина  |         | 1324              | 1349                 | 1359               | 1388          | Лудвиг II Савойски-Во |